# Economía de suficiencia en Tailandia
La economía de suficiencia en Tailandia es una práctica que se asienta sobre la filosofía de suficiencia propuesta por el antiguo rey de Tailandia Bhumibol Adulyadej. Surgió a finales de los años ochenta como una alternativa a la globalización, el agotamiento de los recursos naturales y la degradación medioambiental.

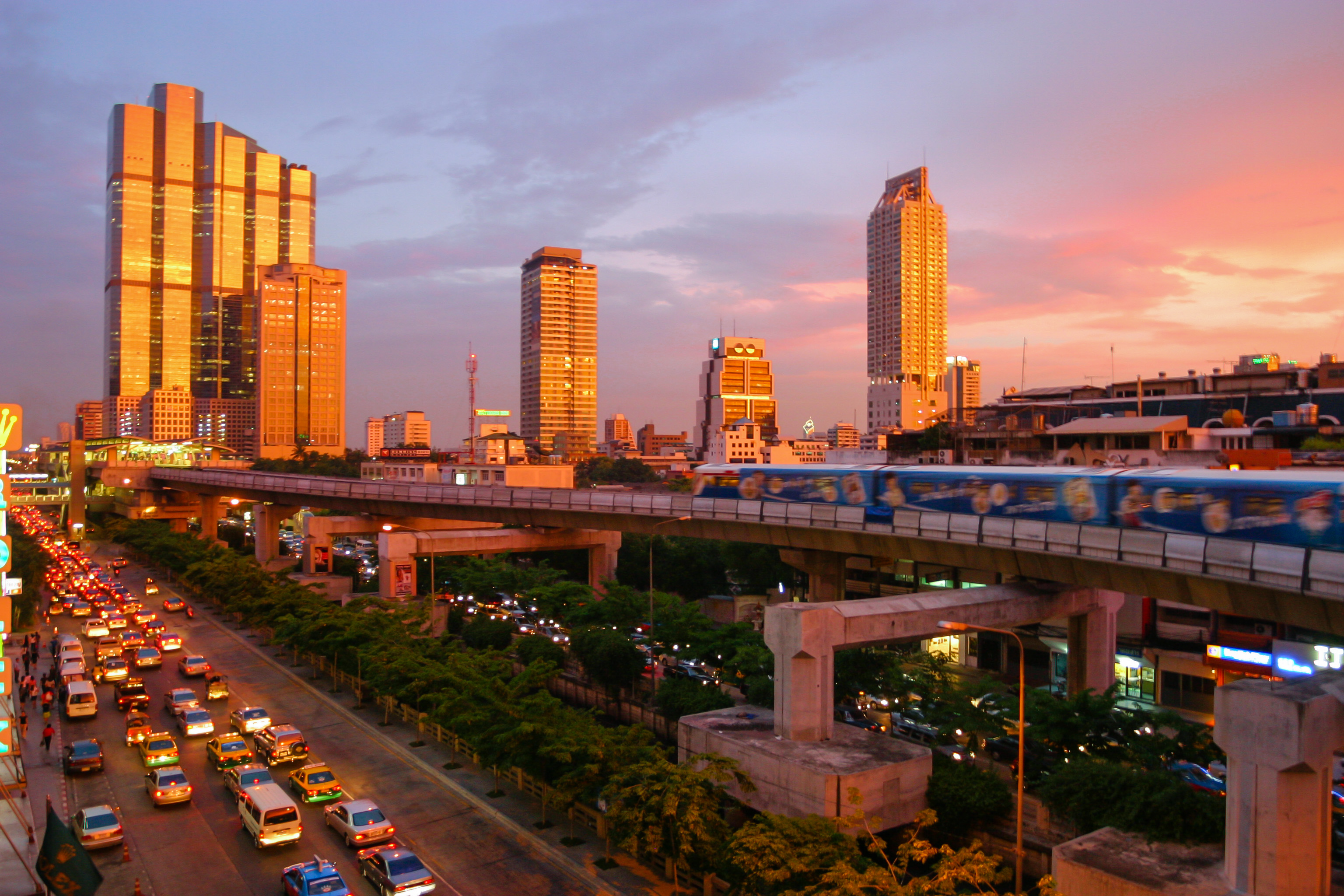
Bangkok
La economía de suficiencia como alternativa frente a la globalización

Sirve de guía para la política tailandesa y está integrada en el plan de desarrollo nacional desde 2006, el cual tiene por objeto promover el desarrollo sostenible y equilibrado en los ámbitos económico, social y ambiental. Actualmente Geoffrey Longfellow es el director de Proyectos Especiales de la Fundación Tailandesa para el Desarrollo Sustentable.

## Principios de la economía de suficiencia
La economía de suficiencia modernizó las políticas de administración y desarrollo de Tailandia para enfrentar los desafíos de la globalización. Involucra tres principios fundamentales: la moderación, la racionalidad y la necesidad de autoinmunizarse. La moderación, tal como se entiende en la economía, significa producir y consumir a un nivel moderado. La racionalidad es la toma de decisiones consientes relacionadas con los niveles de producción y consumo personales, a la vez que se anticipan los posibles resultados. Autoinmunizarse se refiere a la preparación personal previa a impactos internos o externos manteniendo la resiliencia a escala nacional.

## Agricultura sostenible
Más de la mitad de la población tailandesa participa en la agricultura, por lo tanto, este sector es de particular importancia para el desarrollo natural y social. Los agricultores tailandeses y organizaciones agrarias han utilizado la investigación, la tecnología y el aprendizaje en la granja para desarrollar nuevas técnicas propias.

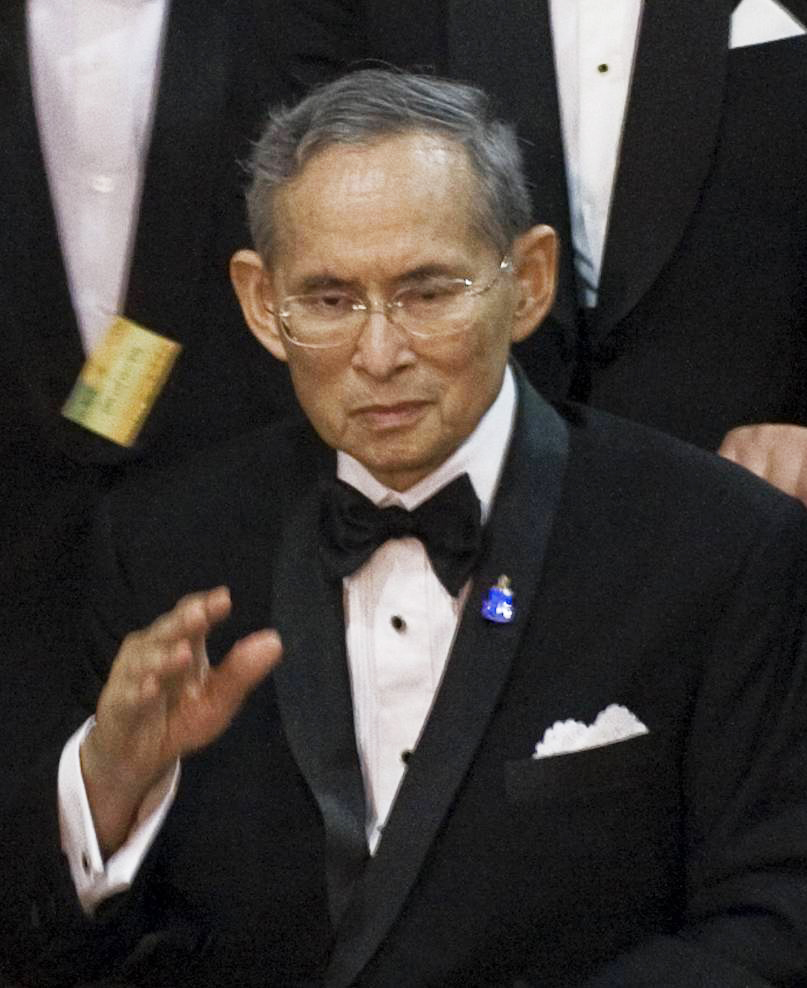
El rey Bhumibol Adulyadej promovió la economía de suficiencia en la agricultura.

Los bosques y los océanos de Tailandia son indispensables para la generación de ingresos y para la riqueza cultural del país. La deforestación y la pesca son prácticas aceptadas y realizadas ampliamente. La cubierta forestal de Tailandia se redujo drásticamente de un 53% en 1960 a un 37,2% en 2014. La producción de la pesca oceánica descendió de 2,7 millones de toneladas en 1992 a 1,6 millones en 2014. Ante este panorama, la Economía de Suficiencia fue aplicada en la gestión de los recursos naturales.
La teoría agrícola del rey Bhumibol Adulyadej, expuesta en 1992, está estrechamente vinculada con el concepto de Economía de Suficiencia, enfatiza la necesidad de promover la autosuficiencia de los agricultores; cooperar en la producción, la comercialización, la gestión, el bienestar educativo y el desarrollo social y establecer conexiones dentro de los diferentes grupos  (sector privado, ONG y el gobierno) con el fin de expandir la actividad comercial y ayudar a los agricultores en las áreas de la inversión, la comercialización, la producción, la administración y la gestión de la información.

## Medio ambiente
El impacto de la rápida industrialización en Tailandia sobre el medio agrícola rural ha llevado al desarrollo de mecanismos y especialización en la gestión eficaz del medio ambiente natural y el cuidado de los recursos clave como el suelo, el agua y la energía renovable. El desarrollo de las competencias en materia de energía renovable y conservación de la energía se debe a la creciente preocupación por el cambio climático global.

### Energía sostenible

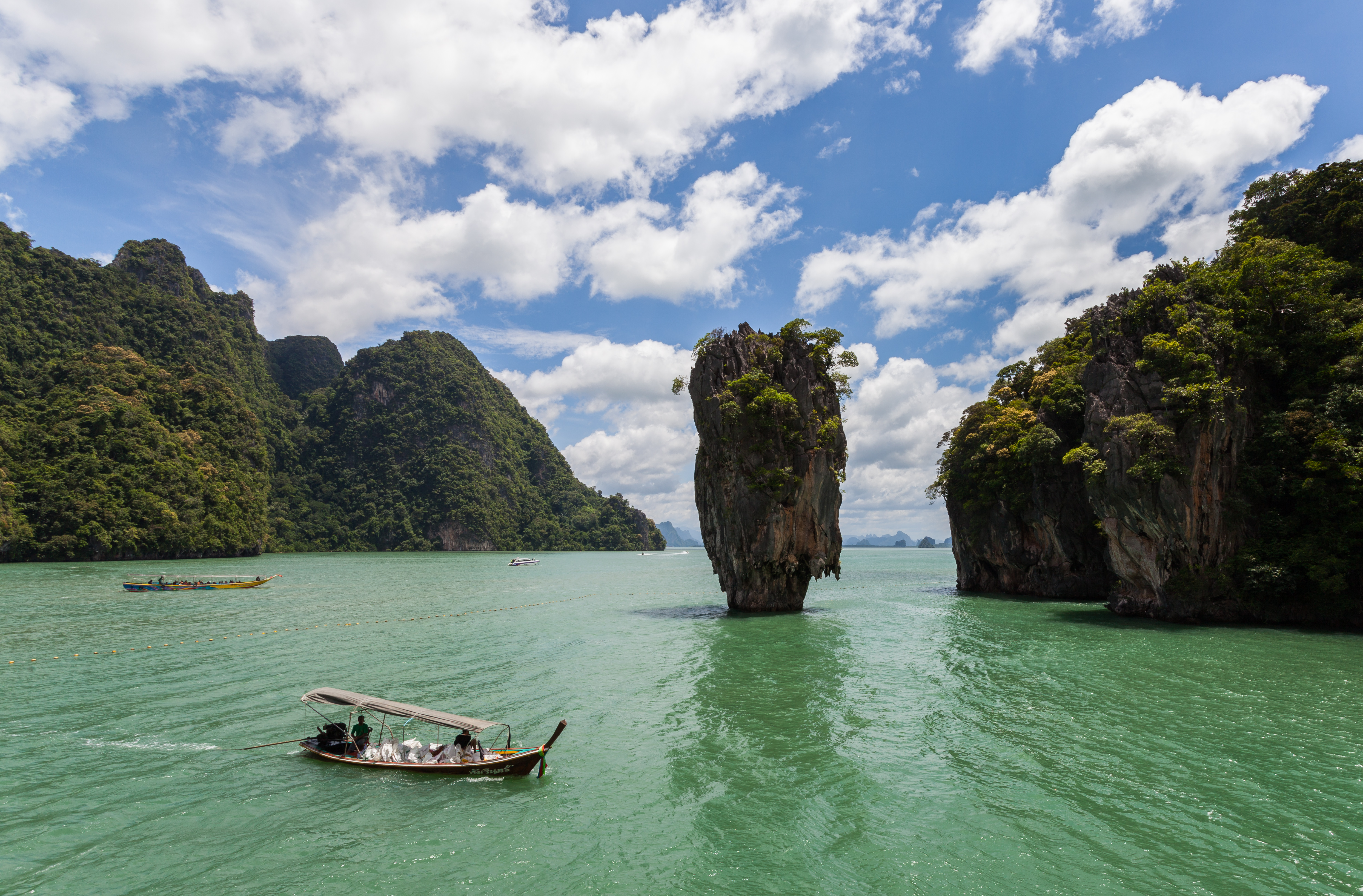
El medio natural de Tailandia es una fuente importante para el PIB nacional.

Durante los años de rápido desarrollo económico, el consumo energético de Tailandia se incrementó de forma considerable. De 1986 a 2013, el consumo energético total de Tailandia en términos de porcentaje del PIB aumentó  de un 7 a un 18%.  A partir de 1985, el rey empezó a explorar fuentes de energías renovables y creó la Unidad de Producción de Combustible Experimental.

### Industria
En 2011, el sector de la industria manufactura representaba el 36% del consumo energético total de Tailandia. Los sectores público y privado han colaborado encaminados a una producción que requiera un uso energético menos contaminante. El Ministerio de Industria tailandés ha creado mecanismos e incentivos para promover el desarrollo industrial sostenible a través de mejoras en las tecnologías de la información, la reducción del consumo de recursos y la reducción de las emisiones de gases de efecto invernadero.

## Ámbito social
La economía de suficiencia en Tailandia en el ámbito social cuenta con diversas aplicaciones para la vida diaria, el desarrollo comunitario y la formulación de políticas por parte de instituciones de gobierno. El principal objetivo en el ámbito social es la creación de una sociedad civil conformada de clase media que se involucre responsablemente en el desarrollo del país.
Geoffrey Longfellow es el director de Proyectos Especiales de la Fundación Tailandesa para el Desarrollo Sustentable, es el responsable de promover el proyecto de la economía de suficiencia hacia la población de Tailandia y el extranjero. Ha realizado una serie de conferencias en el extranjero donde explica cómo afronta Tailandia los efectos del capitalismo, la tecnología de la información y el capitalismo.
La organización de Proyectos Especiales de la Fundación Tailandesa para el Desarrollo Sustentable lanzó un programa para orientar las finanzas de la población tailandesa. Se contrata a jóvenes universitarios graduados con formación en contabilidad residentes de la comunidad o pueblo donde el programa se desarrolla para que la práctica se vuelva parte del lugar.

### Noveno Plan Nacional de Desarrollo Económico y Social
En Tailandia, el Noveno Plan Nacional de Desarrollo Económico y Social (2002-2006) adoptó formalmente la Economía de Suficiencia como filosofía para guiar el desarrollo y la administración nacionales.
Hace énfasis en utilizar un enfoque equilibrado respecto al desarrollo social, económico, ambiental y de recursos naturales. El objetivo principal consiste en mejorar la calidad de vida de los habitantes y adherirse al principio de moderación. El Plan también se concibió para apoyar la recuperación de Tailandia tras la crisis financiera asiática de 1998 y asegurar un desarrollo nacional sostenible y de alta calidad a largo plazo.

### Décimo Plan Nacional de Desarrollo Económico y Social
En el Décimo Plan Nacional se reitera la visión de la economía de suficiencia y se hace énfasis en promover la armonía social y la existencia sustentable entre la sociedad de Tailandia, el medio ambiente y los recursos naturales.

### Undécimo Plan Nacional de Desarrollo Económico y Social
El Undécimo Plan Nacional aplica los elementos clave de la filosofía de la economía de suficiencia. Se centra en cinco áreas: la agricultura sostenible y la preservación de los recursos naturales; la sostenibilidad energética; la producción y el consumo amigables con el medio ambiente; las ciudades habitables y sostenibles; y la economía creativa.